# تپه قلعه قلالالون
تپه قلعه قلالالون در شهرستان کوهدشت، بخش طرهان، دهستان طرهان، ۴۰۰ متری شمال غرب روستای سیاه پله علیا واقع شده و این اثر در تاریخ ۲۸ اسفند ۱۳۸۵ با شمارهٔ ثبت ۱۸۸۴۷ به‌عنوان یکی از آثار ملی ایران به ثبت رسیده‌است.